# Центр спеціального призначення «Сенеж»
Центр спеціального призначення «Сенеж» (ЦСпП «Сенеж», в/ч 92154) — військова частина збройних сил РФ, що готує військовослужбовців для ССО РФ. Підпорядкована Генерального штабу збройних сил Російської Федерації.

## Історія
В/ч 92154 розташована на березі озера Сенеж Московської області.
В 90-х роках в/ч 92154 залучалася для виконання завдань у зоні бойових дій в Чечні, таких як превентивні операції проти чеченського підпілля. 
5 березня 1999 року на основі в/ч 92154 створений 322-й центр підготовки фахівців ГРУ, пізніше це формування стало відомо як Центр спеціального призначення «Сенеж». Центр включає бойовий підрозділ і навчальний центр. У навчальному центрі підготовку проходять військовослужбовці ССО та інших спецпідрозділів ЗС Росії.
Військовослужбовці ЦСпП «Сенеж» брали участь в операціях з окупації Криму, та вторгненні на Донбас.
У квітні — червні 2016 року на відео в руках російських вояків ССО у Сирії були ідентифіковані рідкісні для Росії гвинтівки Steyr SSG 08. Згідно з даними ARES, подібними гвинтівками з 2012 року озброєні  саме бійці ЦСпП «Сенеж».

## Втрати
З відкритих джерел відомо про деякі втрати ЦСпП «Сенеж»:
- 1 загиблий у Другій Чеченській кампанії;
- 2 загиблих у ході війни на сході України
- 7 загиблих у Сирії;
- щонайменш 20 вбитих під час повномасштабного вторгнення в Україну.